# Hohokam
Hohokam ali Hohokamska kultura (hə-hō'kəm)  je bila kamenodobna indijanska kultura na jugozahodu današnjih Združenih držav , ki je cvetela v času med začetkom n.š. in okrog 1.450 n.š.  

## Etimologija
Beseda hohokam v jeziku ljudstva Pima  pomeni »izginuli«.

## Zemljepisna lega
Kultura Hohokam  je bila kultura na jugozahodu današnjih Združenih držav. Ozemlje te kulture se je razširjalo v južni Arizoni nato proti jugu v Mehiko.   V njeni soseščini so se na ameriškem jugozahodu razvile kulture Mogolloncev, Starih Pueblov in Patayancev.

## Značilnosti
Hohokamska kultura je nastala na začetku našega štetja.  Ker so Hohokamci med drugim gradili gomile s platformo in verjetno na posebnih dvoriščlih igrali igre z žogo, nekateri domnevajo, da je nastanek te kulture povezan z migracijami iz Srednje Amerike.Kultura Hohokam je bila v celoti osnovana na kmetovanju, njena posebnost pa je bila obsežna gradnja namakalnih prekopov. gradili so jezove, prekope in vodne zapornice.   Ogromen namakalni sistem je obsegal okrog 220 kilometrov vodnih kanalov, ki so lahko napajali tisoče hektarjev zemljišč, zato nekateri  menijo, da je bila zahtevnost teh gradbenih del večja kot azteška  gradnja Tenochtitlana (današnjega Ciudad de México). Propad kulture Hohokam ni pojasnjen. Ljudje so svoje prekope in naselja lahko zapustili zaradi tujih vpadov, bolezni ali zaradi velike poplave, ki bi povzročila erozijo.